# Saint-Sylvestre (Alta Saboia)
Saint-Sylvestre é uma comuna francesa na região administrativa de Auvérnia-Ródano-Alpes, no departamento da Alta Saboia. Estende-se por uma área de 5.34 km². Em 2010 a comuna tinha 622 habitantes (densidade: 116,5 hab./km²).